# Rörtjärnen (Vilhelmina socken, Lappland, 717208-155196)
Rörtjärnen är en sjö i Vilhelmina kommun i Lappland och ingår i Ångermanälvens huvudavrinningsområde.